# Preben Isaksson
Preben Isaksson (Copenhague, 22 de enero de 1943-Greve, 27 de diciembre de 2008) fue un deportista danés que compitió en ciclismo en la modalidad de pista, especialista en las pruebas de persecución.
Participó en los Juegos Olímpicos de Tokio 1964, obteniendo una medalla de bronce en la prueba de persecución individual y el quinto lugar en persecución por equipos.
Ganó tres medallas en el Campeonato Mundial de Ciclismo en Pista entre los años 1962 y 1965.

## Medallero internacional
| Juegos Olímpicos   | Juegos Olímpicos       | Juegos Olímpicos  | Juegos Olímpicos            |
| Año                | Lugar                  | Medalla           | Competición                 |
| ------------------ | ---------------------- | ----------------- | --------------------------- |
| 1964               | Tokio (Japón)          | Medalla de bronce | Persecución individual      |
| Campeonato Mundial |                        |                   |                             |
| Año                | Lugar                  | Medalla           | Competición                 |
| 1962               | Milán (Italia)         | Medalla de plata  | Persecución por equipos (A) |
| 1963               | Rocourt (Bélgica)      | Medalla de bronce | Persecución por equipos (A) |
| 1965               | San Sebastián (España) | Medalla de bronce | Persecución individual (A)  |